# Hans von Kolb

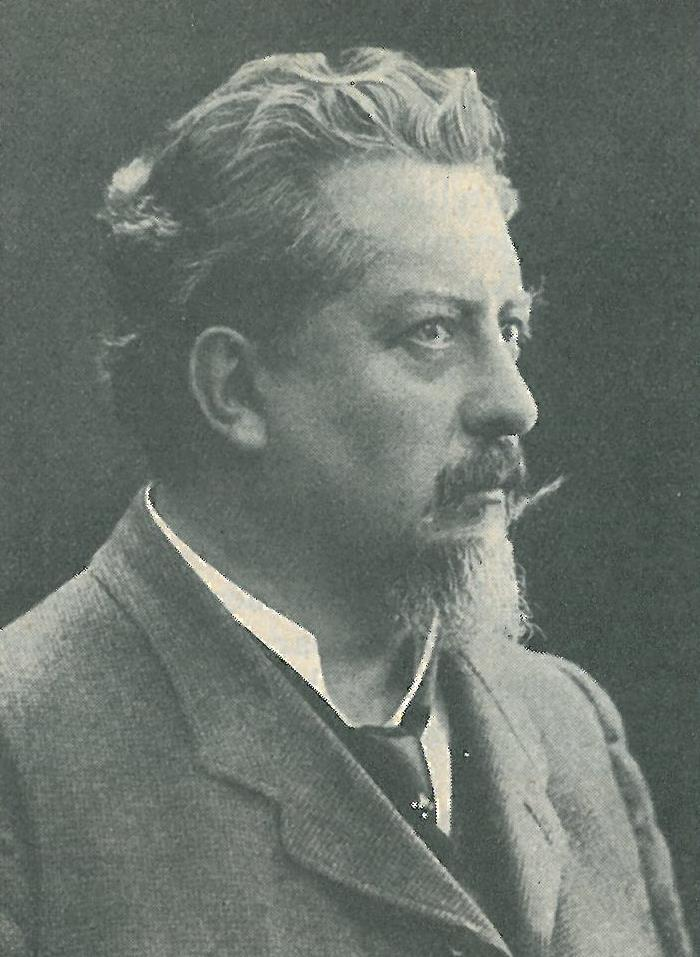
Hans von Kolb

Hans Kolb, ab 1913 von Kolb, (* 28. Juli 1845 in Ehingen (Donau); † 17. September 1928 in Überlingen) war ein deutscher Maler und Grafiker, der als Dozent und später als Direktor der Kunstgewerbeschule Stuttgart wirkte.

## Leben und Werk
Hans Kolb wurde 1845 in Ehingen an der Donau als Sohn des Sattlers und späteren Messners Franz Kolb geboren. Das in der Familie vorhandene künstlerische Talent zeigte sich bereits bei Kolbs achtzehn Jahre älterem Bruder Franz Xaver Kolb (1827–1889), der später vornehmlich als Kirchenmaler arbeitete. Das ausgeprägte katholische Milieu und die reichen kirchlichen Kunstwerke der Vaterstadt prägten offenbar schon früh die spätere künstlerische Ausrichtung der beiden Brüder.
Seine künstlerische Ausbildung erhielt Hans Kolb bei seinem Bruder Franz Xaver in München, an der Stuttgarter Kunstschule und an der Kunstgewerbeschule Nürnberg. Den 23-jährigen Zeichenlehrer berief seine Heimatstadt Ehingen im Jahre 1868 an die städtische Fortbildungs- und Gewerbeschule. Die Zentralstelle für Gewerbe und Handel in Stuttgart wurde auf die Leistungen und Fähigkeiten des jungen Zeichenlehrers aufmerksam und berief ihn an die Stuttgarter Fachschule, 1881 als Professor an die Kunstgewerbeschule. Hauptlehrgebiet Kolbs war das Aktzeichnen und die dekorative Malerei. Kolbs besonderes Interesse galt aber der Ornamentik aller historischer Epochen und Weltgegenden, auf diesem Gebiet wurde er zum seltenen Experten. Dem Jugendstil innerhalb des Kunsthandwerks konnte er nichts abgewinnen.
Sein künstlerisches Arbeitsgebiet war das Gebiet der Kirchenmalerei. Seine Stärke war die dekorative Wandmalerei; die Formen beherrschte er mit großer Sicherheit, die Farbgebung wurde nicht immer voll anerkannt. Mit seinem Bruder Franz Xaver malte er die Innenräume der Kirchen in Geislingen, Bartholomä und Bollingen aus; selbständig die Pfarrkirchen in Sigmaringen, Riedlingen, Villingendorf, Calw, Liebenzell, Alpirsbach, Ringingen und die Klosterkirche Untermarchtal. Seine bedeutendste Arbeit war die Ausmalung der Stadtpfarrkirche in Friedrichshafen im Stil der Renaissance. Kolb arbeitete nicht nur dekorativ, sondern schuf auch Darstellungen von Personen, wie des Heiligen Martin an der Friedhofskapelle in Ehingen.
Eine seiner Lieblingstätigkeiten war die Aufdeckung und Restaurierung übertünchter mittelalterlicher und frühneuzeitlicher Wandmalereien, wie z. B. in der Klosterkirche von Alpirsbach, der Pfarrkirche zu Schützingen und der St.-Georg-Kapelle in Friedrichshafen. Die Zeitschriften Archiv für christliche Kunst, Organ des Rottenburger Diözesan-Kunstvereins und das evangelische Christliche Kunstblatt würdigten mehrfach Kolbs Verdienste um Kirchenausmalung und Gemälderestaurierung.
Kolb arbeitete außerdem schriftstellerisch. 1882 veröffentlichte er das Mappenwerk Vorbilder für das Ornamentzeichnen, das eine Grundlage des schulischen Zeichenunterrichts bildete. In dem Werk Der Dekoratör, Illustrirte kunstgewerbliche Zeitschrift für Innendekoration (Verlag Alexander Koch, Darmstadt, 1. Jahrgang 1890 bis 10. Jahrgang 1899) erstellte Kolb zusammen mit Otto Seubert Vorlagen für Dekorationsmaler. Sein wichtigstes, seit 1889 publiziertes Werk war Glasmalereien des Mittelalters und der Renaissance mit ausschließlich grafischen Illustrationen. Ab 1897 gab er zusammen mit Otto Vorländer und Richard Borrmann Aufnahmen mittelalterlicher Wand- und Deckenmalereien in Deutschland heraus, ebenfalls nur mit grafischen Illustrationen. Kolb war Mitglied der Münchener Gesellschaft für christliche Kunst und hatte gestaltenden Anteil an deren Zeitschrift Die christliche Kunst. Kleinere Aufsätze von ihm und Reproduktionen seiner Werke erschienen in vielen Zeitschriften.
Hans Kolb war seit 1892 als Nachfolger von Christian Friedrich von Leins zunächst provisorischer Vorstand und ab 1896 hauptamtlicher Direktor der Königlichen Kunstgewerbeschule an der Unteren Königstraße. Diese war 1869 gegründet worden und stellt eine von mehreren Vorgängereinrichtungen der heutigen Staatlichen Akademie der Bildenden Künste Stuttgart dar. Kolb war zugleich die 1901 gegründete, organisatorisch mit der Königlichen Kunstgewerbeschule verbundene Königliche Kunstgewerbliche Lehr- und Versuchswerkstätte unterstellt, obwohl diese zunächst mit Franz August Otto Krüger und ab 1903 mit Bernhard Pankok einen eigenen Vorstand hatte. Letztere war im ehemaligen Pönitentiarhaus im Stuttgarter Westen untergebracht und sollte dazu dienen, der Kunstgewerbeschule, die im Kopieren historischer Vorlagen stagnierte, eine neue, praxisnahe Orientierung zu geben.
Kolb war verheiratet, seine Tochter heiratete Reginald Schinzinger, der als Dozent an der Landwirtschaftlichen Hochschule Hohenheim lehrte. Nach seiner Pensionierung 1913 zog sich Kolb nach Überlingen am Bodensee zurück, wo er 1928 starb und auch begraben wurde.
Kolb war als Lehrer, Maler und Wissenschaftler bei Schülern, Kollegen und sogar beim Königshaus beliebt. Ein beredtes Zeugnis davon gibt ein „Erinnerungsblatt“, das Bernhard Pankok, Kolbs Nachfolger als Direktor der Kunstgewerbeschule, die seit 1913 im Neubau am Weißenhof untergebracht war, dem „langjährigen, hochverdienten Direktor Herrn Professor Hans von Kolb in Dankbarkeit und Verehrung mit den besten Wünschen“ zum siebzigsten Geburtstag am 28. Juli 1915 widmete. Das kostbare, in den von Johann Vincenz Cissarz geleiteten grafischen Werkstätten der Kunstgewerbeschule gestaltete und hergestellte Dokument kam 1985 auf Vermittlung des ehemaligen Akademierektors Wolfgang Kermer in die Sammlung der Stuttgarter Akademie.

## Ehrungen
Hans Kolb wurde am 25. Februar 1902 zum Ritter des Ordens der Württembergischen Krone ernannt und damit in den Personaladel erhoben.
Als er sich am 9. Juni 1913 im Alter von 68 Jahren, nach 45 Dienstjahren und siebzehnjähriger Tätigkeit als Direktor der Kunstgewerbeschule, von seinem Amt zurückzog, verlieh ihm der württembergische König Wilhelm II. das Ehrenkreuz des Ordens der Württembergischen Krone.
1920 ernannte ihn der Kunstverein der Diözese Rottenburg-Stuttgart, dessen Ausschussmitglied er seit 1899 als Nachfolger des Hofbaudirektors Joseph von Egle war, wegen seiner uneigennützigen und unermüdlichen Vereinstätigkeit bei seinem Ausscheiden aus dieser Funktion zum Ehrenmitglied des Vereins.
Anlässlich seines achtzigsten Geburtstages am 28. Juli 1924 wurde „der bedeutsamen Rolle gedacht, welche der Jubilar im Kunstleben des Königreichs Württemberg und des Bistums Rottenburg während des abgelaufenen halben Jahrhunderts gespielt hat“. Seine Heimatstadt Ehingen verlieh ihm durch Beschluss des Stadtrats vom 17. August 1925 die Ehrenbürgerwürde. Etliche Jahre später benannte die Stadt Ehingen den Hans-Kolb-Weg ihm zu Ehren.

## Werk

### Gemälde, Grafiken
- Bankett mit Afrikaner (1872)
- Landschaft bei Liebenzell (1890)
- Goethe in Ellwangen (1896)

### Schriften, Illustrationen
- (als Hrsg., zusammen mit Ernst Högg): Vorbilder für das Ornamentzeichnen. Eine Sammlung kunstgewerblicher Vorlagen für den Unterricht im Freihand- & Fachzeichnen an Real- & -gewerblichen Fortbildungs-Schulen. (30 Farbtafeln) Effenberger, Stuttgart 1883.
- Glasmalereien des Mittelalters und der Renaissance. Wittwer, Stuttgart 1884 ff. (Heft 1–10, 60 Blatt, 60 Tafeln)
- (als Hrsg., zusammen mit Joseph Anton Giefel und Theodor Schön): Stammbaum des Württembergischen Fürstenhauses. (zweiteilig mit Textheft und Stammbaum) Effenberger, Stuttgart 1895.
- (als Mitautor): Aufnahmen mittelalterlicher Wand- und Deckenmalereien in Deutschland. Wasmuth, Berlin, Band 1 (1897), Band 2 (ca. 1928), Teil 2 (1906–1911).